# Fort Davis (Teksas)
Fort Davis – jednostka osadnicza w Stanach Zjednoczonych, w stanie Teksas, w hrabstwie Jeff Davis. W 2007 roku liczyło 1 041 mieszkańców.